# إميليا أورتيز
إميليا أورتيز (بالإسبانية: Emilia Ortiz)‏ هي رسامة وكاتِبة وشاعرة مكسيكية، ولدت في 1917 في تبيك في المكسيك، وتوفيت في 24 نوفمبر 2012.